# باشگاه فوتبال انیک تاون
باشگاه فوتبال انیک تاون (به انگلیسی: Alnwick Town Association Football Club) یک باشگاه فوتبال در شهر انیک، کشور انگلستان است که در سال ۱۸۷۹ میلادی تأسیس شده‌است.